# Het Koetshuis
Het Koetshuis is een restaurant in Bennekom. Het restaurant heeft sinds 1998 één Michelinster. Het restaurant is in 1986 opgericht door de familie Löhr die het restaurant tot op heden runt.
Wicher Löhr was de chef-kok van het restaurant van de oprichting tot zijn overlijden in 2017.
Sommelier Edger Groeneveld werd door GaultMillau uitgeroepen als sommelier van het jaar 2011.
Het restaurant staat op terrein dat vroeger hoorde bij de naastgelegen horecagelegenheid de Panoramahoeve.